# آشور نيراري الخامس
آشور نيراري الخامس ملك آشور للفترة مابين 755-745 قبل الميلاد. وهو ابن الملك أداد نيراري الثالث، وخلف شقيقه الملك آشور دان الثالث في حكم الأمبراطورية الآشورية.
ورث آشور نيراري الخامس وضعاً صعباً للغاية من سلفه. وكانت قيادته للدولة الآشورية محدودة للغاية بسبب تأثير الشخصيات القوية، لا سيما أن شمشي إلو، الذي كان القائد الأعلى للجيش الآشوري (تورتانو). وفقاً للسجلات الآشورية فإن الملك آشور نيراري الخامس أجبر على البقاء «في أرضه» لمدة الأربع سنوات الأولى من حكمه، وعدم القيام بأي حملة عسكرية، مع العلم إن ذلك من العادات والتقاليد الملكية الآشورية «وهو القيام بحملة عسكرية في كل عام»،
وهذا ما يدل على أن الملكية الآشورية قد ضعفت بشكل خطير.
ومع ذلك فأنه في سنته الرابعة والخامسة، قاد حملة عسكرية على منطقة نمر في شمال غرب أيران.
وقاد حملة ناجحة على مملكة ارباد السورية انتهت باخضاع حاكمها ماتع- ايلو وارغامه على محالفته. وقد حفظ نص المعاهدة على لوحة بالخط المسماري وتعهد فيها ملك ارباد بوضع قواته العسكرية في خدمة ملك آشور إذا دخل في حرب مع اعدائه.
لقد كان آشور نيراري الخامس متقاعساً ميّالاً إلى اللهو والملذات فتقلّصَت رُقعة الدولة كثيراً جداً، من البحر الأبيض المتوسط، والهضبة الإيرانية. وكان بعض أجزاء من الإمبراطورية توقفت عن دفع الجزية التي تتطلبها المعاهدات.
في سنة 746 ق.م اندلعت ثورة جديدة في بلاد آشور ضد ضعف الملك، قادها آنذاك حاكم كالح. الذي استولى على العرش تغلات بلاصر الثالث ونصب نفسه ملكاً على آشور وانهى حكم آشور نيراري الخامس، وأختلف الروايات بانه قد يكون شقيقه أو إبنه، أو ليس له علاقة بالبيت الملكي على الإطلاق.